# Folinia ericana
Folinia ericana is een slakkensoort uit de familie van de Zebinidae. De wetenschappelijke naam van de soort is voor het eerst geldig gepubliceerd in 1951 door Hertlein & Strong.